# Elecciones municipales de 2019 en Cedrillas
Las elecciones municipales de 2019 se celebraron en Cedrillas el domingo 26 de mayo, de acuerdo con el Real Decreto de convocatoria de elecciones locales en España dispuesto el 1 de abril de 2019 y publicado en el Boletín Oficial del Estado el 2 de abril. Se eligieron los 21 concejales del pleno del Ayuntamiento de Cedrillas, a través de un sistema proporcional (método d'Hondt), con listas cerradas y un umbral electoral del 5 %.

## Candidaturas
En abril de 2019 fueron proclamadas 2 candidaturas.

## Resultados
Los resultados completos correspondientes al escrutinio definitivo se detallan a continuación:
| Candidatura     | Candidatura                              | Votos | %                               | Escaños                         |
| --------------- | ---------------------------------------- | ----- | ------------------------------- | ------------------------------- |
|                 | Partido Socialista Obrero Español (PSOE) | 220   | 66,67                           | 5                               |
|                 | Partido Popular (PP)                     | 92    | 27,88                           | 2                               |
| Votos en blanco | Votos en blanco                          | 177   | 1,02                            | n/a                             |
| Votos válidos   | Votos válidos                            | 330   | 95,93                           | 7                               |
| Votos nulos     | Votos nulos                              | 14    | Participación: \| \| 74,95 % \| | Participación: \| \| 74,95 % \| |
| Votantes        | Votantes                                 | 344   | Participación: \| \| 74,95 % \| | Participación: \| \| 74,95 % \| |
| Electores       | Electores                                | 459   | Participación: \| \| 74,95 % \| | Participación: \| \| 74,95 % \| |
|                 | 74,95 %                                  |       |                                 |                                 |

## Concejales electos
Relación de concejales electos:
| N.º | Nombre                     | Lista | Lista |
| --- | -------------------------- | ----- | ----- |
| 1   | José Luis López Sáez       |       | PSOE  |
| 2   | Jorge Izquierdo Gonzalbo   |       | PSOE  |
| 3   | Lorena Peiro Brun          |       | PP    |
| 4   | Miguel Gimeno Ramos        |       | PSOE  |
| 5   | Luis Pérez Bayo            |       | PP    |
| 6   | José Miguel Izquierdo Dolz |       | PSOE  |
| 7   | Sergio Martín Fuertes      |       | PSOE  |